# Capitan Basilico
Capitan Basilico è un film del 2008, diretto da Massimo Morini. È una commedia satirica di ambientazione fantascientifica incentrata su un supereroe. I protagonisti sono i membri del gruppo musicale Buio Pesto.
Al film hanno partecipato personalità legate alla Liguria come l'onorevole Giovanni Paladini, Giorgia Würth, Andrea Di Marco, l'attrice teatrale Maria Vietz, il musicista Piero Parodi, l'astronauta Franco Malerba e hanno collaborato Enrico Ruggeri, Giorgio Faletti, Ale & Franz, Elio e le Storie Tese, Er Piotta, Luca Cassol (in arte Capitan Ventosa), Serena Garitta, Max Novaresi e Fausto Brizzi.
A questo film ha fatto seguito, nel 2011 un nuovo film intitolato Capitan Basilico 2 - I Fantastici 4+4.

## Trama
Il film racconta le avventure del supereroe ligure Capitan Basilico che aiuta chi ha difficoltà, anche se la sua vendicativa ex fidanzata Regina tenterà di screditarlo in ogni modo. La reputazione di Capitan Basilico verrà salvata dai Buio Pesto, chiamati dalla polizia.

## Produzione
Il film è stato girato a Genova, Pietra Ligure, Loano, Deiva Marina, Finale Ligure, Bogliasco, Recco e Imperia.
Come in tutti i film e telefilm di Massimo Morini, anche in questo è presente l'effetto sonoro cinematografico l'urlo di Wilhelm, inserito dal foley artist e tecnico del suono Emilio Pozzolini.

## Accoglienza
Il film è stato iscritto al premio David di Donatello 2009 ma non è rientrato nella cinquina dei candidati.

## Distribuzione
Capitan Basilico è stato acquistato da Rai Cinema. Domenica 8 dicembre 2013 il film è andato in onda in prima TV su Rai Due, nel palinsesto notturno, piazzandosi al terzo posto negli ascolti Auditel con il 4,61% di share.